# Jeff Sarwer
Jeff Sarwer (Kingston, 14 mei 1978) is een Fins-Canadees voormalig kinderschaakwonder, wiens charismatische persoonlijkheid en schaaktalent hem tot een bekende mediafiguur maakte. Zijn schaakcarrière en de onconventionele levensstijl van zijn familie waren het onderwerp van vele nieuwsartikelen en tv-programma's.
Sarwers aanvallende speelstijl werd vaak vergeleken met Bobby Fischer, en een toernooiwedstrijd tegen een andere jonge schaker, Joshua Waitzkin, was de inspiratie voor de climax in de film Searching for Bobby Fischer. Sarwer won in 1986 in Puerto Rico het wereldkampioenschap voor jeugdschaken onder de 10 jaar als vertegenwoordiger van Canada. Toen Sarwer acht jaar oud was, werd hij door velen beschouwd als een van de grootste wonderen in de geschiedenis van de schaaksport. Allen Kaufman, hoofd van de American Chess Foundation, zei: "Jeff is met 9 sterker dan Bobby met 11". Bruce Pandolfini zei: "Van de duizenden kinderen die ik heb lesgegeven, is Jeff zeker de meest getalenteerde jonge speler die ik ooit heb gezien."

## Vroege carrière
Sarwer werd geboren in Kingston in de Canadese provincie Ontario, met een Finse moeder en een Canadese vader (hij heeft een dubbele nationaliteit). Hij leerde de regels van het schaken op vierjarige leeftijd van zijn zesjarige zusje, Julia. Hij begon als zesjarige te spelen in de Manhattan Chess Club, wat op dat moment een van de meest prestigieuze schaakclubs ter wereld was. Bruce Pandolfini, de manager van de club, was zo onder de indruk dat hij Jeff en zijn zusje een gratis levenslang lidmaatschap gaf dat normaliter was voorbehouden aan grootmeesters. Sarwer vermaakte vroeger grote mensenmassa's door tegen 40 mensen tegelijk te spelen, bekend als simultaanspel. Dit deed hij vanaf zeven jaar oud, op elke Canada Day op Parliament Hill in Ottawa. Hij speelde ook vaak rapidschaak in het Washington Square Park in New York, waar grote aantallen mensen bijeenkwamen om naar zijn wedstrijden te kijken.

## Medialeven
Op zevenjarige leeftijd trok Sarwers enthousiasme voor het spel de aandacht van grootmeester Edmar Mednis, die hem uitnodigde om de wereldkampioenschapswedstrijd tussen Garri Kasparov en Anatoli Karpov in 1986 op PBS te analyseren. Sarwer en zijn zus Julia (die wereldkampioen was voor meisjes onder de 10 jaar) bleven dit ook doen voor de rematch in 1987. Hierna werden Jeff en Julia bekend in mediakringen, verschenen ze in diverse talkshows en is er een documentaire over hen gemaakt.
Tijdschriften als GQ en Sports Illustrated schreven artikelen over Sarwer en zijn familie, waarin ze regelmatig hun bizarre levensstijl bespraken en hun veiligheid en schaakcarrière onder de hoede van de vader in twijfel trokken.

## Poker
Sinds december 2008 speelt Sarwer ook poker en neemt hij deel aan de European Poker Tour. Sarwer heeft tussen 2008 en 2010 verschillende grote successen geboekt, waaronder twee finaletafeloptredens in Vilamoura en Berlijn, waarmee hij in totaal zo'n $500.000 wist te verdienen.

## Radio-interview
Sarwer was op 19 december 2010 te gast in het programma The Interview van de BBC World Service, waarin hij openhartig vertelde over zijn leven, zijn jeugdervaringen en zijn relatie met zijn vader. Hij sprak ook over succesvolle jaren in onroerend goed in de Verenigde Staten in zijn twintigerjaren en zijn huidige succes op het professionele pokercircuit in Europa.